# 第12S飛行中隊
第12S飛行中隊（だい12Sひこうちゅうたい、フランス語: Escadrille 12S）は、フランス海軍海軍航空隊の一つ。 1940年1月1日に創設され、2000年9月1日に解散された。部隊はそのまま第25F海軍航空隊に再編成される。

## 配備基地
- ダスプレト海軍航空基地（1940年1月 - 1940年8月）
- アガディール空軍基地（1946年1月 - 1951年3月）
- ド・キュエル＝ピエールフー海軍航空基地（1951年4月 - 1954年7月）
- サン＝モンディリエ海軍航空基地（1954年8月 - 1959年12月）
- ラン＝ビウエ海軍航空基地（1969年4月 - 1972年4月）
- 第185アオ空軍基地（1972年5月 - 1974年9月）
- 第190タヒチ＝フアア空軍基地（1974年9月 - 2000年9月）

## 装備機
- ラテコエール 298（1940年6月 - 1940年8月）
- コンソリディーテッド PBY-5A（1946年1月 - 1954年8月）
- ノール N.1402（1954年8月 - 1954年11月）
- ショート サンダーランド（1954年11月 - 1959年12月）
- ロッキード P-2V-7S（1972年5月 - 1984年7月）
- シュド・アビアシオン アルエットIII（1982年1月 - 1991年12月）
- ダッソー ファルコン 200（1984年7月 - 2000年9月）